# Ferdinand Rebay
Ferdinand Rebay (* 11. Juni 1880 in Wien, Österreich-Ungarn; † 6. November 1953 ebenda) war ein österreichischer Komponist, Pianist, Chorleiter und Pädagoge.

## Leben
Ferdinand Rebay war Sängerknabe im Stift Heiligenkreuz. Er absolvierte ein Musikstudium am Konservatorium der Gesellschaft der Musikfreunde, welches er 1904 mit Auszeichnung abschloss. Von 1904 bis 1920 war er Chormeister des Wiener Chorvereins und von 1915 bis 1920 des Wiener Schubertbundes. Von 1921 bis 1938 und von 1945 bis 1946 unterrichtete er an der Musikakademie.
Nach dem Anschluss Österreichs 1938 wurde er entlassen. Im Stift Heiligenkreuz befindet sich seit dem Ende der 1970er Jahre der Großteil seines musikalischen Nachlasses, welcher seit 2014 aufgearbeitet und in Editionen publiziert wird.

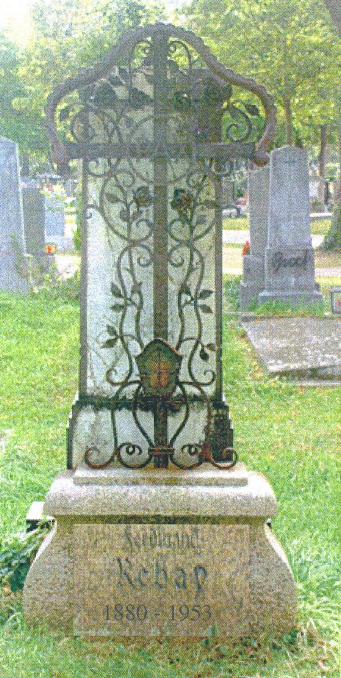
Grabstätte von Ferdinand Rebay

Seine letzte Ruhestätte befindet sich auf dem Wiener Zentralfriedhof (Gr. 69B, R. 23, Nr. 27).
Seit dem Herbst 2015 wird im Stift Heiligenkreuz jährlich die "Internationale Musikakademie Ferdinand Rebay" unter der Leitung von Maria Gellew abgehalten (im September 2023 zum 9. Mal). Dozenten für Gitarre, Flöte, Gesang und Liedbegleitung machen die Musizierenden mit Werken von Ferdinand Rebay aus dem Musikarchiv des Stiftes bekannt, wobei sie im Rahmen eines öffentlichen Abschlusskonzerts im barocken Kaisersaal das Erarbeitete präsentieren.

## Werke (Auswahl)
- Wir singen und sagen vom Grafen so gern, Hochzeitslied für Altsolo, dreistimmigen Frauenchor und Orchester op. 16, Text: Johann Wolfgang von Goethe, Adolf Robitschek, Wien OCLC 82506938
- Schön Holdchen für fünfstimmigen Männerchor a cappella op. 20, Text: Martin Greif, Adolf Robitschek, Wien OCLC 842341316 Incipit: Wo leise sich bewegt in Wind
- Drei Gedichte von Martin Greif für Frauenchor op. 24, Hug & Co. Zürich, 1905 OCLC 80678554
- Drei Lieder für gemischten Chor a cappella op. 27 Hug & Co. Zürich, 1908 OCLC 80872420 I Hüte dich Text: Hermann Lingg II Warum weinest du?, Lied im Volkston III Frau Holle Text: Martin Greif
- Weihnachts-Kantate Uns ist ein Kind geboren für gemischten Chor, Sopran- und Bariton-Solo, Violin-Solo und Orgel op. 29, Nr. 1, Hug & Co. Zürich, 1909 OCLC 81970673
- Totenfest-Kantate für gemischten Chor, Bariton-Solo, Solo-Quartett und Orgel op. 29 Nr. 2, Hug & Co. Zürich, 1909 OCLC 84352256
- Lieder aus Reimanns Deutscher Liedersammlung für vier Frauenstimmen mit Klavierbegleitung op. 30, Hug & Co. Zürich, 1910 OCLC 81044075 I Gut’ Nacht! Nach Silcher II Erinnerung ans Schätzle: Volkslied aus der Schweiz (1808) III Vergebliche Liebesmüh': Aus Erks Liederhort. IV Der Hirsch: Österreichisches Volkslied. V Schwäbisches Liebeslied (1722)
- Neue Weisen auf alte Worte für gemischten Chor a cappella op. 31,  Hug & Co. Zürich, 1910 OCLC 80544500 I Die Erde braucht Regen II Wie kommt’s? III Liebeslied IV Sehnsucht
- Karfreitags-Kantate für gemischten Chor, Tenor- und Bariton-Solo und Orgel op. 32 Nr. 1, Hug & Co. Zürich, 1909 OCLC 81569780
- Oster-Kantate, für gemischten Chor, Sopran- und Bass-Bariton-Solo, zwei Trompeten, zwei Posaunen, ferner Pauken ad libitum und Orgel op. 32, Nr. 2, Hug & Co. Zürich, 1910 OCLC 78086532
- Lohengrin. Wagner Opernphantasien für Klavier zu vier Händen. Universal Edition, Wien, 1909 OCLC 84397208
- Fünfzig freie Präludien für Harmonium (Normal-Harmonium) op. 33, Hug & Co. Zürich, 1911 OCLC 80491720
- Vier heitere Volkslieder für dreistimmigen Frauenchor mit Klavierbegleitung op. 34, Hug & Co. Zürich, 1911 OCLC 84638768 I Die Spröde, Spanisches Volkslied aus Reimann's intern. Volksliederbuch. III Villanelle, aus Reimann's intern. Volksliederbuch IV Rumpel an der Türe nit!, deutsches Volkslied aus dem Jahre 1542, Melodie aus Weinreis’ „Verklungene Weisen“
- Pfingst-Kantate, für gemischten Chor, Sopran- und Bariton-Solo, Violin-Solo und Orgel op. 35 Nr. 1, Hug & Co. Zürich, 1910 OCLC 1107043137
- Reiterschlacht für Männerchor und großes Orchester op. 36, Text: Georg von Ompteda, Hug & Co. Zürich, 1910 OCLC 82090511
- Carmen, Phantasie für Violine und Pianoforte nach Georges Bizet, Breitkopf & Härtel, um 1910 OCLC 315782730 für Klavier zu vier Händen, Breitkopf & Härtel, 1910 OCLC 495999147
- Jubel-Kantate, für festliche Gelegenheiten, für gemischten Chor, Sopran-, Alt- und Tenor-Solo und Orgel, Hug & Co. Zürich, 1910 OCLC 1107043137  Breitkopf & Härtel, um 1910 OCLC 495999147
- Hoffmanns Erzählungen, Phantasie für Violine und Pianoforte nach Jaques Offenbach, Breitkopf & Härtel, 1911 OCLC 84214695
- Berühmte Sinfoniesätze unserer großen Meister für Pianoforte, Harmonium und Violine leicht spielbar, Hug & Co. Zürich, 1911 OCLC 1107043137
- Feierklänge, Sammlung von 62 beliebten geistlichen Liedern und Gesängen mit beigefügten Textworten leicht spielbar gesetzt für Harmonium von Ferdinand Rebay, Hug & Co. Zürich, 1911 OCLC 83972941
- Die Meistersinger von Nürnberg, Fantasie für Klavier zu zwei Händen, Breitkopf & Härtel, London, 1912 OCLC 799387865 Fantasie für Klavier zu vier Händen, Universal-Edition, Wien, 1912 OCLC 122540700 Fantasie für Violine und Klavier, Breitkopf & Härtel, London, 1912 OCLC 498862792
- Das Rheingold. Richard Wagner Opernphantasie für Klavier zu vier Händen. Universal-Edition, Wien, 1912 OCLC 777262150 Fantasie für Violine und Pianoforte, Breitkopf & Härtel, London, 1912 OCLC 498862847 Fantasie für Klavier zu zwei Händen, Breitkopf & Härtel, London, 1912 OCLC 498862807
- Der fliegende Holländer Richard Wagner. Fantasie für Violine und Pianoforte, Breitkopf & Härtel, London, 1912 OCLC 498862699 Fantasie für Klavier zu vier Händen, Breitkopf & Härtel, London, 1912 OCLC 498862684 Fantasie für Klavier zu zwei Händen, Breitkopf & Härtel, London, 1913 OCLC 498862661
- Die Walküre. Richard Wagner. Fantasie zu 4 Händen, Breitkopf & Härtel, London, 1912 OCLC 498862984 Fantasie für Violine und Pianoforte, Breitkopf & Härtel, London, 1912 OCLC 498863001 Fantasie für Klavier zu zwei Händen, Breitkopf & Härtel, London, 1913 OCLC 498862964
- Rienzi. Richard Wagner. Fantasie für Violine und Pianoforte, Breitkopf & Härtel, London, 1912 OCLC 498862904 Fantasie für Klavier zu zwei Händen, Breitkopf & Härtel, London, 1913 OCLC 498862864
- Siegfried, Fantasie für Klavier zu vier Händen, Breitkopf & Härtel, New York, 1914 OCLC 122510553
- Tannhäuser, Fantasie für Klavier zu vier Händen, Breitkopf & Härtel, Leipzig, 1912 OCLC 498862940 Fantasie für Violine und Pianoforte, Breitkopf & Härtel, Leipzig, 1912 OCLC 498862955 Fantasie für Klavier zu zwei Händen OCLC 498862920
- Tristan und Isolde. Richard Wagner. Fantasie für Violine und Pianoforte, Breitkopf & Härtel, Leipzig, 1912 OCLC 255414843
- Löns-Lieder für Singstimme und Klavier, Text: Hermann Löns, Band I, Universal Edition Wien, 1918 OCLC 860713186 I Der Rosenstock II So dunkel ist die Ferne III  Alle Königskerzen werden blühen IV Der Reitersmann V Das goldene VI Lied von der Liebe VII Auf der Gartenbank VIII Auf Wiedersehn IX Der Kuckuck. Band III, Universal Edition Wien, 1918 OCLC 1323175463 I Die Funken II Häckerling III Matrosenlied IV Auf Feldwache V Ulaneneinmaleins VI Was frag ich nach den Menschen VII Der böse Vogel VIII So oder so
- Trio für Oboe, Horn & Klavier, 1925 OCLC 56340445
- Hundert Jahr is halt zu spät!, Wienerlied op. 100 Text: Wilhelm „Willy“ Desoyer (1898–1973), Adolf Robitschek, Wien OCLC 1269886225
- Wenn der Mond auf das träumende Wien runterlacht! op. 103, Text: Wilhelm Desoyer, Adolf Robitschek, Wien OCLC 1268022154 I Treue Liebe II Der Storch ist da III Frau Holle’s Umzug
- 14 kleine leichte Stücke für Gitarre, Hawlik, Wien, 1947 OCLC 724092560
- Duos für zwei Gitarren, Heft 1: Zwölf leichte Stücke, Hladky, Wien, 1949 OCLC 724092312 Heft 2: Neun Vortragsstücke, Hladky, Wien, 1949 OCLC 724092340 Heft 3: Sechs Studien, Hladky, Wien, 1949 OCLC 1069239728
- Messe in Es für zweistimmigen Frauenchor mit Orgel, Ferdinand Rebay, Wien, 1949 OCLC 724092531
- Sechs leichte Variationen über das Frühlingslied Alles neu macht das Mai für drei Gitarren, Dörr, Wien, 1952 OCLC 1185060619
- Zwei Menuette im Stile Mozarts für Gitarre, Hladky, Wien, 1954 OCLC 724092502
- Fantasie für Horn und Harfe OCLC 230936638
- Sonate für Klarinette und Gitarre in d-Moll OCLC 1295763761